# Herbulotia maderae
Herbulotia maderae är en fjärilsart som beskrevs av Rudolf Pinker 1971. Herbulotia maderae ingår i släktet Herbulotia och familjen mätare. Inga underarter finns listade i Catalogue of Life.